# Mindaugas Kačinas
Mindaugas Kačinas (ur. 30 czerwca 1993 w Kłajpedzie) – litewski koszykarz występujący na pozycji silnego skrzydłowego, obecnie zawodnik Río Breogán.
7 września 2018 został zawodnikiem Stelmetu BC Zielona Góra. Z klubem spędził miesiąc, nie biorąc udziału w żadnym oficjalnym spotkaniu, opuścił zespół 10 października.

## Osiągnięcia
Stan na 22 stycznia 2022, na podstawie, o ile nie zaznaczono inaczej.
NCAA
- Zaliczony do I składu turnieju Paradise Jam (2016)

Klubowe
- Brąz mistrzostw Litwy (2018)
- 4. miejsce podczas mistrzostw Litwy (2017)
- Uczestnik rozgrywek TOP 16 Ligi Mistrzów (2016–2018)

Indywidualne
- MVP LEB Oro (2021 – II ligi hiszpańskiej)

Reprezentacja
- Mistrz uniwersjady (2017)
- Uczestnik mistrzostw Europy U–20 (2013 – 7. miejsce)